# Нова Креу Альта
Эстади Мунисипаль де ла Нова Креу Альта (кат. Estadi Municipal de la Nova Creu Alta) — футбольный стадион, находящийся в городе Сабадель (Каталония). Является домашней ареной одноимённого местного клуба. Открыт 20 августа 1967 года и вмещает 11 908 зрителей. Принимал матчи олимпийского футбольного турнира 1992.

## История
В 1906—1967 годах «Сабадель» проводил свои матчи на старом стадионе «Креу Альта». 15 сентября 1966 года на территории под историческим названием Can Borgonyo началось строительство нового стадиона под руководством архитектора Габриэля Браконса. Строительство длилось около года. 20 августа 1967 года стадион был открыт при участии президента Олимпийского комитета Испании Хуана Антонио Самаранча и мэра Сабаделя Жозепа Бурруля. В тот день здесь был проведён товарищеский матч местного клуба с «Барселоной», который к радости местной публики выиграл «Сабадель» со счётом 1:0. Автором первого забитого мяча стал Жозеп Мария Валль.
К Летним Олимпийским играм 1992 года стадион был отремонтирован: добавлены сидячие места, кабинки для прессы и другие объекты. Здесь состоялись 6 матчей группового этапа футбольного турнира. Игры отмечались низкой посещаемостью, как и на других стадионах во время олимпийского турнира.

## Галерея

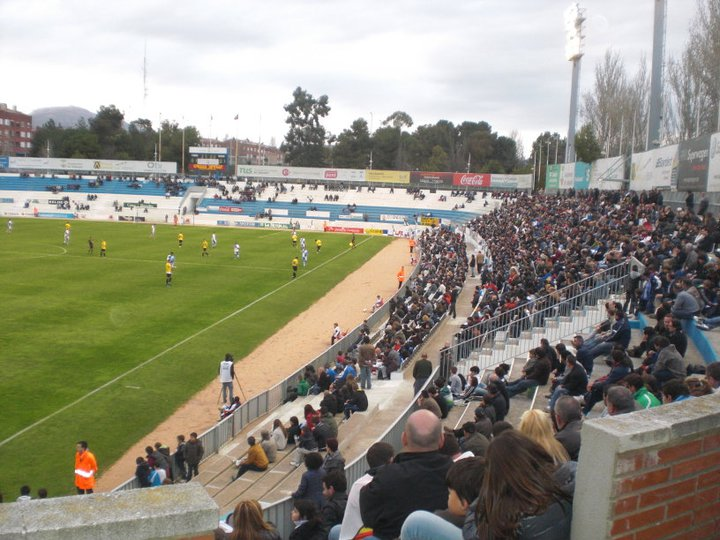
2011 год
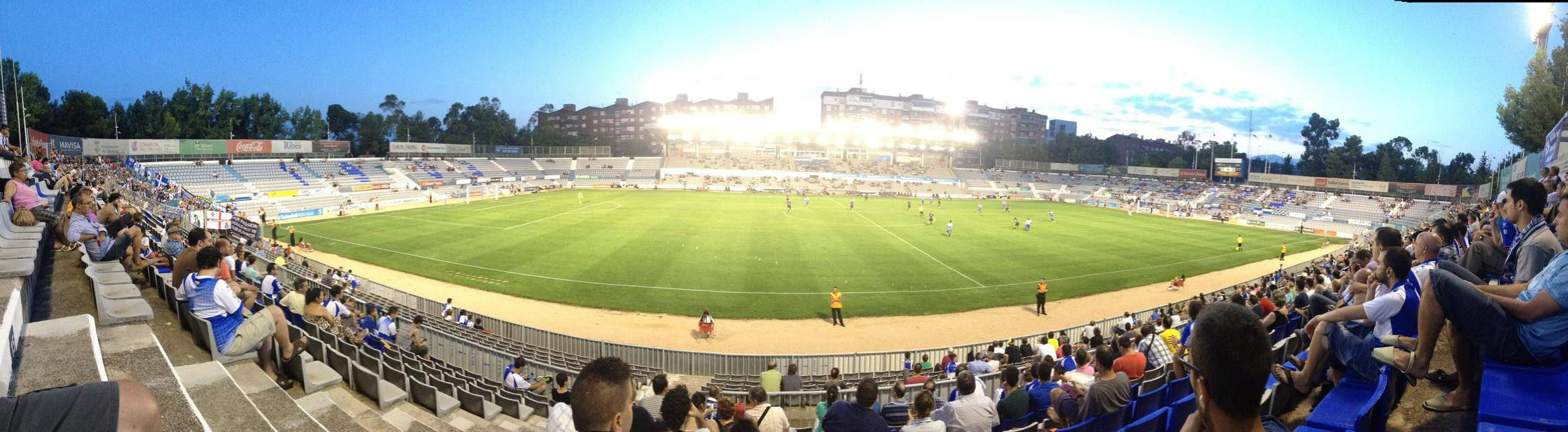
2013 год